# Pequi (Minas Gerais)
Pequi es un municipio brasilero del estado de Minas Gerais. Su población estimada en 2009 es de 4.504 habitantes. Está localizado en el Centro-oeste minero, a 128 km de distancia de Belo Horizonte. Su fiesta tradicional es la Fiesta del Peón, o Expo Pequi, la cual en años anteriores era una de las mayores de la región.

## Historia
Fue fundado el 1 de junio de 1912.

## Administración
- Prefecto: José de Oliveira Alves - ROXO (2009/2012)
- Viceprefecto: Juán Antônio Torres
- Presidente de la cámara: Arnaldo Moreira Lopes - Nadinho (2009/2010)